# 丸山廃寺跡

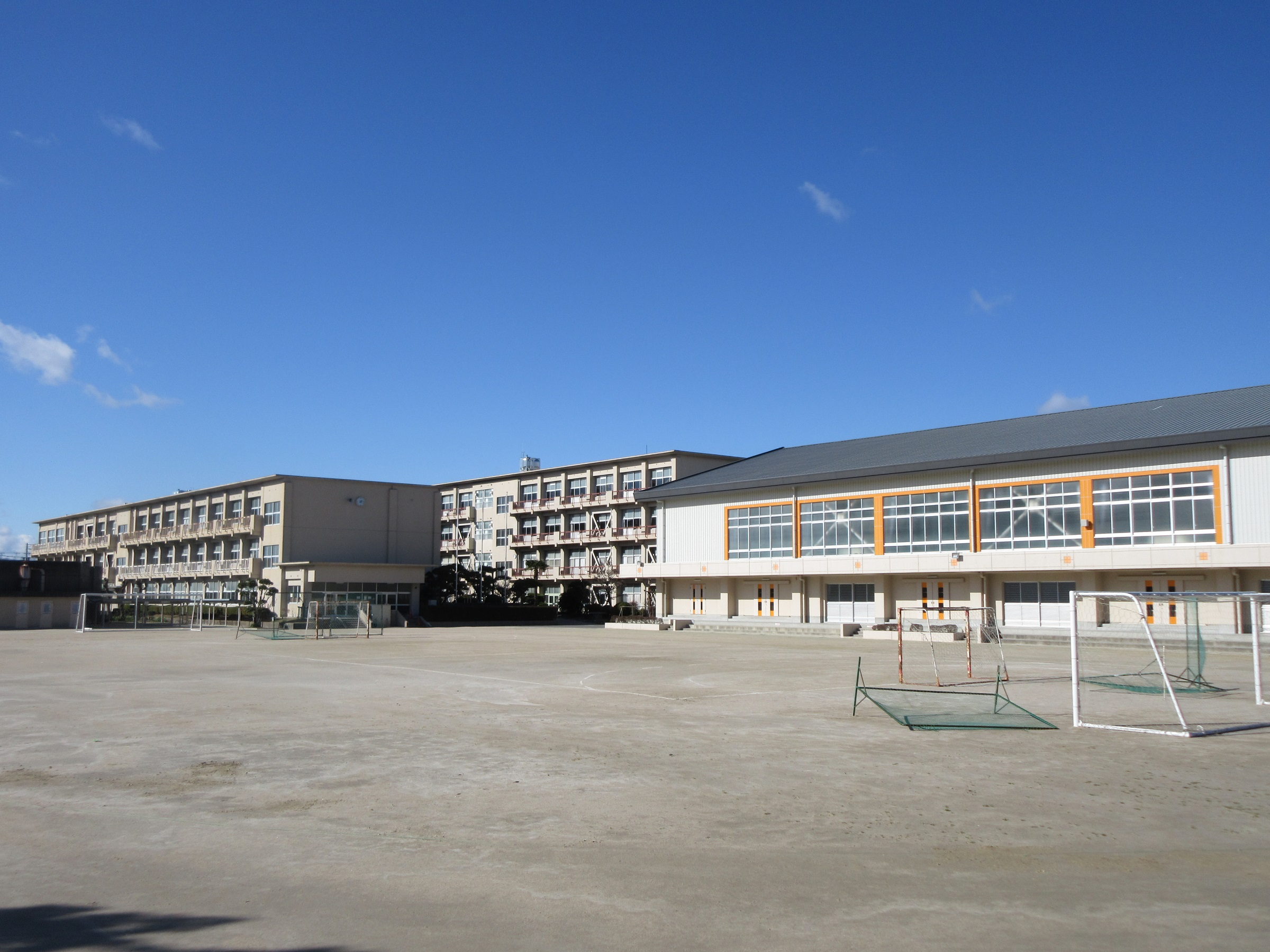
丸山廃寺跡に建設された岡崎市立美川中学校

丸山廃寺跡（まるやまはいじあと）は、愛知県岡崎市丸山町上地畑に所在する古代寺院跡。

## 概要
丸山廃寺跡は乙川右岸の標高約30mの段丘上に位置する古代寺院跡で、北野廃寺との密接な関係が指摘されている。

## 歴史
- 7世紀：北野廃寺と同笵の軒丸瓦が使用され、ほぼ同時期に創建された推定される[2]。
- 8世紀：瓦塔の屋蓋部が出土していることから、この時期にも造営活動が継続していたと推定される[2]。
- 中世以降：廃寺となり、第二次世界大戦後は岡崎市立美川中学校の校地となった[3]。

## 伽藍配置と遺構
寺院の規模は南北150-200m×東西約100mと推定され、以下の遺構が確認されている。
| 遺構 | 内容               | 現況             |
| ---- | ------------------ | ---------------- |
| 溝跡 | 南北方向の区画溝   | 1995年調査で確認 |
| 礎石 | 円形刳り込みがある | 加良須神社に移設 |

### 出土遺物
- 瓦
  - 軒丸瓦：北野廃寺Ⅱ類A型式と同文様[2]
  - 軒平瓦：三重弧文[4]
- 瓦塔：屋蓋部破片（8世紀後半）[2]

## 関連遺跡
- ハサマ遺跡：北側100mに位置する集落跡。7-8世紀の竪穴建物群から瓦片が出土[5]。
- 丸山古墳群：古墳時代後期の円墳からなる群集墳[6][7]。

## 文化的意義
- 北野廃寺との関係：同笵瓦の使用から、西三河における仏教伝播の拠点ネットワークが想定される[2]。
- 古代集落との関係：ハサマ遺跡の建物方位が寺院と一致することなどから、寺院に従属する集落と推定される[5][2]。

## 調査歴
- 1960年代：中学校建設工事で大量の瓦を確認[1]。
- 1995年：校舎東側工事で瓦・土器を採集[2]。
- 2007年：校地内発掘調査で区画溝を検出[3]。